# Szabó Gabi (színművész)
Szabó Gabi (Szeged, 1969. augusztus 22. –) magyar színművésznő.

## Életpályája
Katona Márta és Szabó Jenő gyermekeként született. 1987-ben érettségizett a szegedi Tömörkény István Gimnázium és Művészeti Szakközépiskolában. 1991-ben végzett Marton László (rendező) osztályában a Színház- és Filmművészeti Egyetemen.
2001-ig a Vígszínház tagja, majd szabadúszó. Játszott, Veszprémben, Szegeden, Budapesten, Székesfehérváron, Sopronban. 2011-2018 között a Szegedi Nemzeti Színház tagja volt. 2019-től a József Attila Színház tagja.  Számos tv-játék és film szereplője, szinkronmunkáiról is ismerhetjük (A homok titkai, Megveszem ezt a nőt, Showgirl, G. I. Jane, Onedin család, Szenzációs recepciós stb.).
Színészi munkái mellett televíziós műsorvezető és szerkesztő Szegeden (Telin TV, Városi TV). Televíziós sorozatok és tévéjátékok, filmek szereplője volt az évek alatt.

## Magánélete
Első férje Korognai Károly színész volt, gyermekük Korognai Eszter. Második férje Horváth Péter író.

## Színházi szerepei
- Játszd újra, Sam! – Vígszínház, 1989
- Edith és Marlene – Pesti Színház, 1989
- Csókos asszony – Vígszínház, 1989
- Az ügynök halála – Vígszínház, 1989
- Ahogy tesszük – Vígszínház, 1989
- A nép ellensége – Vígszínház, 1989
- Körmagyar (Édeskislány) – Vígszínház, 1989
- Nebáncsvirág (Corinna) – Székesfehérvár, 1989
- Fekete Péter (Marte) – Vígszínház, 1990
- III. Richárd (Cselédlány) – Vígszínház, 1990
- Sötétség délben – Vígszínház Stúdió, 1990
- Koldusopera (Nagy K.) – Vígszínház, 1990
- Zsötem (Lány) – Ódry Színpad, 1990
- Lebegő fénybuborék – Játékszín, 1991
- Pillantás a hídról (Catherine) – Vígszínház, 1991
- A Bernhardi-ügy – Vígszínház, 1991
- Györgyike, drága gyermek (Stefi) – Pesti Színház, 1991
- Virágot Algernonnak (Alice) – Székesfehérvár, Sopron, 1991–1992
- A lepkegyűjtő (Miranda) – Vígszínház Stúdió, 1992
- Fehér éjszakák (Nő) – Kolibri Színház, 1992
- Bolha a fülbe (Madame Histanga) – Vígszínház, 1992
- Rinocéroszok (Pincérlány) – Vígszínház, 1992
- A néma barát (Fanchon) – Pesti Színház, 1993
- Angyalok Amerikában (Az Angyal) – Vígszínház (Sátor) 1993
- Össztánc – Vígszínház, 1994
- Heilbronni Katica, avagy a tűzpróba (Kunigunda) – Vígszínház, 1994
- Cyrano de Bergerac (Roxanne) – Vígszínház, 1995
- Ez az igazi (Debbie) – Pesti Színház, 1995
- Dandin György (Claudine) – Pesti Színház, 1996
- Hermelin (Hermin) – Vígszínház, 1996
- Szabadon foglak (Sharon) – Vígszínház Házi Színpad, 1996
- Olasz szalmakalap (Anaïs) – Vígszínház, 1997
- Vízkereszt, vagy amit akartok (Mária) – Vígszínház, 1997
- A legyező (Candida) – Pesti Színház, 1997
- Itt, ott, amott – Pesti Színház, 1998
- Élve vagy halva (Hanna) – Pesti Színház, 1999
- Az ember tragédiája (Éva) – Szegedi Szabadtéri Játékok, 2000
- Don Carlos (Erzsébet) – Szegedi Nemzeti Színház, 2001
- Salemi boszorkányok (Proktorné) – Szegedi Nemzeti Színház, 2001
- Szent Johanna (címszerep) – Szegedi Nemzeti Színház, 2002
- A Janika (Aranka) – Szegedi Nemzeti Színház, 2002
- Sógornők (Pierette) – Szegedi Nemzeti Színház, 2003
- A revizor (Posljopkina) – Vígszínház, 2004
- Nem félünk a farkastól (Martha) – Veszprém, 2005
- Csaó Bambínó (Anya) – Szeged, 2006
- Körmagyar (Fiatalasszony) – Pesti Színház, 2007
- Fekete Péter (Claire) – Szegedi Nemzeti Színház, 2008
- Amphitrüon2010 (Héra/Nép) – Aquincumi Múzeum, 2010
- Dolcsegabána (Juli, Olga) – Komédium, 2010
- Veszedelmes viszonyok (Márkiné) – Szegedi Nemzeti Színház, 2011
- Nő a múltból (Romy) – Szegedi Nemzeti Színház, 2012
- Pipás Pista (címszerep) – Szegedi Nemzeti Színház, 2013
- Bánk bán (Gertrudis) – Szegedi Nemzeti Színház, 2013
- Az özvegy Karnyóné és a két szeleburdiak (Karnyóné) – Szegedi Nemzeti Színház, 2013
- Antipygmalion (Lívia) – Szegedi Nemzeti Színház, 2014
- Ők tudják, mi a szerelem (Charlotte) – Szegedi Nemzeti Színház, 2014
- Kék róka (Cécile) – Szegedi Nemzeti Színház, 2015
- Cselédek (Madame) – Szegedi Nemzeti Színház, 2015
- Szimpla szerda (Anya) – Szegedi Nemzeti Színház, 2015
- Tartuffe (Elmira) – Szegedi Nemzeti Színház, 2016
- Volpone (Canina) – Szegedi Nemzeti Színház, 2016
- Mesél a bécsi erdő (Valéria) – Szegedi Nemzeti Színház, 2017
- Utánképzés (Tünde) – Szegedi Nemzeti Színház, 2017
- János király (Konstancia) – Szegedi Nemzeti Színház, 2017
- Kazamaták (Tábori Klára) – Szegedi Nemzeti Színház, 2018
- Színház (Edit, Márkus kisasszony) – Szegedi Nemzeti Színház, 2018
- Naplemente előtt (Paula) – József Attila Színház, 2019[4]
- A király beszéde (Elizabeth, yorki hercegné) – József Attila Színház, 2019
- Magas barna férfi felemás cipőben (Florence) – József Attila Színház, 2020
- Szibériai csárdás (Holotkova) – József Attila Színház, 2021
- Az imposztor(Skribinska) – József Attila Színház, 2022
- Portugál(Asszony) – József Attila Színház, 2022
- Régimódi történet (Klári) – József Attila Színház 2022
- Vízkereszt vagy bánom is én (Mária) – József Attila Színház, 2023
- Naftalin (Manci) – József Attila Színház, 2024
- Sírpiknik (Doris) – József Attila Színház, 2024
- A lovakat lelövik, ugye? – show (Lillian Bacon)-József Attila Színház, 2024
- Három férfi és egy mózeskosár (Házmesterné/Guilaine/Vörös szépség/Barna nő/Vendég/Barna szépség/Vörös nő/2. kapucnis férfi/2. rendőrnő/Férfi a szupermarketban/Marie-Rose)-József Attila Színház, 2025
- Mikve – József Attila Színház, 2025

## Tévészerepek
- Privát kopó – tévésorozat – 1992
- Glóbusz tévésorozat – 1993
- Álommenedzser – tévéjáték – 1993
- Kisváros – tévésorozat – 2001
- Négyes pálya – tévéjáték – 2001
- Aranyember – 2005
- Gézengúzok – tévésorozat – 2010
- Hacktion: Újratöltve – tévésorozat – 2012
- Családi kör – tévésorozat – 2020, 2021, 2022
- Oltári csajok – tévésorozat

## Filmjei
- A herceg haladéka – 2005
- Kojot – 2016
- Oltári csajok (2017–2018) (Erdész Ildikó)
- Drága örökösök – A visszatérés (2024) (kutatónő)

## Díjai
- Varsányi Irén-emlékgyűrű (1999)
- Dömötör-díj (2002, 2015, 2016[5])
- Kölcsey-érem (2016)[6]
- Vidéki Színházak Fesztiválja (Thália Színház) – legjobb karakteralakítás (a Szegedi Nemzeti Színház Utánképzés (ittas vezetőknek) című produkciójában való játékáért, 2017)
- Vidéki Színházak Fesztiválja (Thália Színház) – [7]Vidéki Színigazgatók Egyesületének díját. Pipás Pista szerepében, 2013
- Az évad legjobb színésznője (József Attila Színház – a közönség szavazatai alapján) 2022
- Kaló Flórián-díj (2024)[8]